# Wachirawut Phudithip
Wachirawut Phudithip (thailändisch วชิรวุธ ภูดีทิพย์; * 3. Juli 1999 in Sisaket), auch als Bom bekannt, ist ein thailändisch-norwegischer Fußballspieler.

## Karriere
Wachirawut Phudithip stand von 2018 bis 2020 bei dem norwegischen Verein IL Hødd unter Vertrag. Der Verein aus Ulsteinvik spielte in der dritten norwegischen Liga. Nach 31 Ligaspielen wurde sein Vertrag Ende Dezember 2020 nicht verlängert. Nach kurzer Vereinslosigkeit unterschrieb er im August 2021 einen Vertrag beim ebenfalls in der dritten Liga spielenden Moss FK. Für den Verein aus Moss bestritt er elf Ligaspiele. Über den unterklassigen Verein Spjelkavik IL, bei dem er von April 2022 bis August 2022 spielte, wechselte er Ende August 2022 zum thailändischen Drittligisten Ubon Kruanapat FC. Mit dem Verein aus Ubon Ratchathani spielte er bis Dezember 2022 siebenmal in der North/Eastern Region der Liga. Ende Dezember 2022 unterschrieb er einen Vertrag bei dem in der Bangkok Metropolitan Region spielenden Bangkok FC. Am Ende der Saison 2023/24 feierte er mit dem Klub die Meisterschaft der Region sowie den Aufstieg in die zweite Liga. Sein Zweitligadebüt gab Phudithip am 17. August 2024 (2. Spieltag) im Auswärtsspiel gegen den Chiangmai United FC. Bei dem 2:1-Auswärtserfolg wurde er in der 76. Minute für Chaowasit Sapsakunphon eingewechselt.

## Erfolge
Bangkok FC
- Thai League 3 – Bangkok Metropolitan: 2023/24  ▲